# Hyundai Mobis
Hyundai Mobis, «Хёндэ Мобис» — южнокорейская компания, производитель автокомплектующих (на 2022 год 6-й крупнейший в мире). Входит в состав Hyundai Motor Group. В списке крупнейших публичных компаний мира Forbes Global 2000 за 2022 год Hyundai Mobis заняла 483-е место.

## История
Компания была основана в 1977 году под названием Hyundai Precision & Industries Corporation. В сентябре 1989 года её акции были размещены на Корейской фондовой бирже. В 2000 году компания сменила название на Hyundai Mobis (Mobis — сокращение от Mobile и System).

## Собственники и руководство
Основными акционерами на 2021 год были Kia (17,37 %), Чон Монгу (7,17 %), Hyundai Steel (5,82 %), Hyundai Glovis (0,69 %), Чон Ыйсун (0,32 %); 3,73 % акций являлись казначейскими.

## Деятельность
Производственные мощности компании имеются в Республике Корея, Китае, Индии, США, Мексике, Бразилии, России, Чехии, Словакии, Турции.
Подразделения по состоянию на 2021 год:
- Автокомплектующие — производство и продажа комплектующих автопроизводителям, в первую очередь Hyundai и Kia; 78 % выручки.
- Автозапчасти — производство и продажа комплектующих станциям техобслуживания; 22 % выручки.

## Дочерние компании
Основные дочерние компании по состоянию на 2021 год:
- Mobis America Inc. (США)
- American Autoparts Inc. (США)
- Beijing Hyundai Mobis Automotive Parts Co., Ltd. (КНР)
- Jiangsu Mobis Automotive Parts Co., Ltd. (КНР)
- Mobis Parts Europe N.V. (Нидерланды)
- Hyundai Mobis Mexico, S. De R.L. De C.V. (Мексика)
- Mobis India, Ltd. (Индия)
- Mobis Slovakia s.r.o. (Словакия)
- Mobis Automotive Czech s.r.o. (Чехия)

## Спонсорство
Компания является владельцем баскетбольного клуба «Ульсан Хёндэ Мобис Фобус», а также команды по стрельбе из лука, включающую олимпийских чемпионок Кан Чхэ Ён, Чу Хён Чжон и Ким Гён Ук.